# Alula Aba Airport

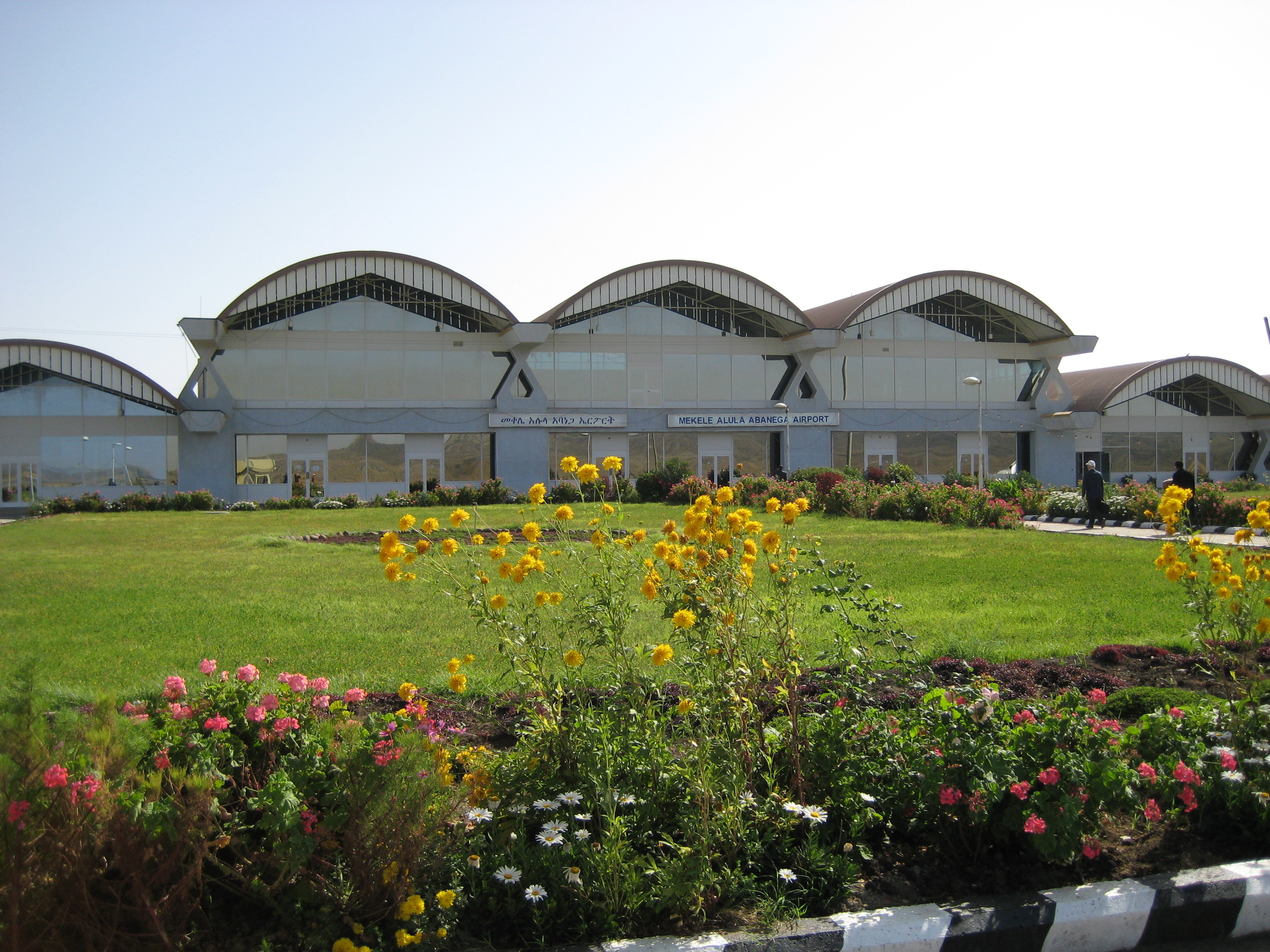
Terminalbyggnaden sedd från landningsbanan.

Alula Aba Airport (IATA-kod MQX, ICAO-kod HAMK) är en flygplats öster om Mekele, Etiopien. År 2007 besökte drygt 159 000 personer flygplatsen. 

## Flygbolag och destinationer
- Ethiopian Airlines (Addis Abeba Bole International Airport, Dire Dawa Airport, Lalibela Airport)